# أحمد سعد عثمان
أحمد سعد سليمان عثمان (مواليد 7 أغسطس 1979 في بنغازي) لاعب كرة قدم ليبي دولي يجيد اللعب في خط الوسط . يلعب لصالح نادي الأهلي طرابلس الليبي .

## إنجازات اللاعب الشخصية
- هداف الدوري الليبي سنة 1999/2000
- هداف الدوري الليبي سنة 2003/2004
- أفضل لاعب في الدوري الليبي سنة 2002
- أفضل لاعب في الدوري الليبي سنة 2005/2006
- بطولة الصداقة (الليبية _ السودانية) سنة 2006
- أفضل لاعب في الوطن العربي سنة 2010

## الألقاب التي حصل عليها
- كاس الفاتح مع نادي النصر سنة 2003
- كاس الفاتح مع نادي الاهلي طرابلس سنة 2005

## وصلات خارجية
- أحمد سعد عثمان على موقع الاتحاد الدولي (مؤرشف)  (الإنجليزية)
- أحمد سعد عثمان على موقع قاعدة بيانات كرة القدم.إي يو (الإنجليزية)
- أحمد سعد عثمان على موقع ناشيونال فوتبول تيمز (الإنجليزية)
- أحمد سعد عثمان على موقع Soccerway.com (الإنجليزية)
- أحمد سعد عثمان على موقع عالم كرة القدم.نت (الإنجليزية)
- معلومات أحمد سعد سليمان - موقع كووورة
- بطاقة أهداف اللاعب أحمد سعد سليمان - موقع كووورة